# Steinberg Cubase
Steinberg Cubase o Cubase són una sèrie d'aplicacions de programari informàtic per a editar àudio digital, MIDI i un seqüenciador de música, (comunament conegut com a DAW - Digital Audio Workstation), creades originalment per la companyia alemanya Steinberg en 1989.

## Orígens
Cubase va iniciar la seua vida a finals dels 80 com un seqüenciador i editor MIDI. El programa va ser originalment desenvolupat per a l'Atari ST, més tard es va fer la versió per a Apple Macintosh i a mitjans els 90 per a Microsoft Windows.
El Cubase original usava un sistema operatiu dit MROS (MIDI Real-Time Operating System) que corria sota el mateix sistema operatiu nadiu. Permetia executar diverses aplicacions MIDI en l'ordinador i passar les dades entre elles a temps real.
El MROS no treballava bé en Windows 3.0, perquè aquest no va ser previst per a aplicacions en temps real.